# North Haven (Maine)
North Haven ist eine Town im Knox County des Bundesstaats Maine in den Vereinigten Staaten. Im Jahr 2020 lebten dort 417 Einwohner in 521 Haushalten auf einer Fläche von 86,35 km².

## Geografie
Nach dem United States Census Bureau hat North Haven eine Gesamtfläche von 213,65 km², von der 30,10 km² Land sind und 183,55 km² aus Gewässern bestehen.

### Geografische Lage
Die Town North Haven umfasst mehrere Inseln in der Penobscot Bay des Atlantischen Ozeans. Zu den größeren und bekannteren Inseln gehören: Babbidge Island, Burnt Island, Calderwood Island, North Haven Island (ehemals North Fox Island) und Stimpsons Island. Auf der Insel North Haven befinden sich mehrere Seen, so der Salt Pond und der Fresh Pond. Die Oberfläche ist eben, ohne nennenswerte Erhebungen.

### Nachbargemeinden
Alle Entfernungen sind als Luftlinien zwischen den offiziellen Koordinaten der Orte aus der Volkszählung 2010 angegeben.
- Norden: Brooksville, Hancock County, 23,6 km
- Nordosten: Deer Isle, Hancock County, 18,7 km
- Osten: Stonington, Hancock County, 34,4 km
- Südosten: Isle au Haut, 36,4 km
- Süden: Vinalhaven, 18,1 km
- Südwesten: Owls Head,13,6 km
- Südwesten: Rockland, 19,8 km
- Westen: Rockport, 15,8 km
- Nordwesten: Camden, 13,5 km

### Stadtgliederung
In North Haven gibt es zwei Siedlungsgebiete: North Haven und Pulpit Harbor.

### Klima
Die mittlere Durchschnittstemperatur in North Haven liegt zwischen −6,8 °C (20°Fahrenheit) im Januar und 20,6 °C (69 °Fahrenheit) im Juli. Damit ist der Ort gegenüber dem langjährigen Mittel der USA um etwa 6 Grad kühler. Die Schneefälle zwischen Oktober und Mai liegen mit bis zu zweieinhalb Metern mehr als doppelt so hoch wie die mittlere Schneehöhe in den USA; die tägliche Sonnenscheindauer liegt am unteren Rand des Wertespektrums der USA.

## Geschichte
Die Town North Haven wurde am 1. März 1847 als eigenständige Town organisiert. Die Town wurde zunächst als Fox Isle gegründet, bereits kurze Zeit später wurde der Name zu North Haven geändert. Es gehörte zuvor zur Town Vinalhaven.
Das Gebiet im Atlantik zu dem die heutige Town North Haven gehört, wurde bereits etwa 3300 Jahre v. Chr. durch Algonkin bewohnt. Auf North Haven finden sich in mehreren Archäologischen Stätten Artefakte. Die Algonkin lebten, wie auch die ersten europäischen Siedler vom Fischfang. Als Entdecker der Inseln gilt Martin Pring, der 1603 den heute Vinahaven und North Haven genannten Inseln den Namen Fox Islands gab.
Europäische Siedler ließen sich ab 1760 auf den Inseln nieder. Haupt Einkunftsmöglichkeit war die Fischerei, daneben gab es auch Landwirtschaft. Mit fast 1000 Einwohnern erreichte North Haven seine höchste Bevölkerungsdichte Mitte des 19. Jahrhunderts. In der zweiten Hälfte des 19. Jahrhunderts gab es auf North Haven eine Muschel- und Hummerfabrik. Zudem gehörte der Bootsbau zu den bedeutenden Industrien. Heute gibt es noch zwei aktive Werften auf North Haven.
Seit 1880 entwickelte sich der Tourismus auf North Haven. Zunächst kamen sie aus Boston, später aus New York und Philadelphia. Eine Sommerkolonie wurde an beiden Seiten der The Fox Island Thoroughfare errichtet, sowohl auf Vinahaven, als auch auf North Haven. später kam die Siedlung in Pulpit Harbour hinzu.

### Einwohnerentwicklung
| Volkszählungsergebnisse – Town of North Haven, Maine | Volkszählungsergebnisse – Town of North Haven, Maine | Volkszählungsergebnisse – Town of North Haven, Maine | Volkszählungsergebnisse – Town of North Haven, Maine | Volkszählungsergebnisse – Town of North Haven, Maine | Volkszählungsergebnisse – Town of North Haven, Maine | Volkszählungsergebnisse – Town of North Haven, Maine | Volkszählungsergebnisse – Town of North Haven, Maine | Volkszählungsergebnisse – Town of North Haven, Maine | Volkszählungsergebnisse – Town of North Haven, Maine | Volkszählungsergebnisse – Town of North Haven, Maine |
| Jahr                                                 | 1800                                                 | 1810                                                 | 1820                                                 | 1830                                                 | 1840                                                 | 1850                                                 | 1860                                                 | 1870                                                 | 1880                                                 | 1890                                                 |
| ---------------------------------------------------- | ---------------------------------------------------- | ---------------------------------------------------- | ---------------------------------------------------- | ---------------------------------------------------- | ---------------------------------------------------- | ---------------------------------------------------- | ---------------------------------------------------- | ---------------------------------------------------- | ---------------------------------------------------- | ---------------------------------------------------- |
| Einwohner                                            |                                                      |                                                      |                                                      |                                                      |                                                      | 806                                                  | 951                                                  | 806                                                  | 755                                                  | 552                                                  |
| Jahr                                                 | 1900                                                 | 1910                                                 | 1920                                                 | 1930                                                 | 1940                                                 | 1950                                                 | 1960                                                 | 1970                                                 | 1980                                                 | 1990                                                 |
| Einwohner                                            | 551                                                  | 535                                                  | 510                                                  | 476                                                  | 460                                                  | 410                                                  | 384                                                  | 399                                                  | 373                                                  | 332                                                  |
| Jahr                                                 | 2000                                                 | 2010                                                 | 2020                                                 | 2030                                                 | 2040                                                 | 2050                                                 | 2060                                                 | 2070                                                 | 2080                                                 | 2090                                                 |
| Einwohner                                            | 381                                                  | 355                                                  | 417                                                  |                                                      |                                                      |                                                      |                                                      |                                                      |                                                      |                                                      |

## Kultur und Sehenswürdigkeiten

### Bauwerke
In North Haven wurden mehrere Archäologische Stätten und zwei Bauwerke unter Denkmalschutz gestellt und ins National Register of Historic Places aufgenommen. Die Lageplätze der Archäologischen Stätten werden vom Denkmalamt nicht bekannt gegeben.
Bauwerke
- Goose Rocks Light Station 1988 unter der Register-Nr. 87002267[10]
- Wharf House 1991 unter der Register-Nr. 91001508[11]

Archäologische Stätten
- Joe Amesbury Place 1982 unter der Register-Nr. 82000760[12]
- Bortz-Lewis Site 1982 unter der Register-Nr. 82000762[13]
- Bull Rock 1982 unter der Register-Nr. 82000763[14]
- Cabot I Site 1982 unter der Register-Nr. 82000764[15]
- Crocker Site 1982 unter der Register-Nr. 82000765[16]
- Mullen's Cove 1984 unter der Register-Nr. 84001382[17]
- Turner Farm II 1982 unter der Register-Nr. 82000768[18]
- Turner Farm Site 1976 unter der Register-Nr. 76000100[19]

## Wirtschaft und Infrastruktur

### Verkehr
North Haven ist nur per Fähre von Rockland aus zu erreichen. Auf der Insel North Haven gibt es lokale Straßen.

### Öffentliche Einrichtungen
Es gibt keine medizinischen Einrichtungen oder Krankenhäuser in North Haven. Die nächstgelegenen befinden sich in Rockland und Camden.
In North Haven befindet sich die North Haven Memorial Library. Sie geht auf eine Schenkung im Jahr 1883 zurück. Sie befand sich zunächst in Räumen eines privaten Hauses und zog 1887 in die Memorial Town Hall. Der Name wurde 1907 von Bradley Association in North Haven Memorial Library geändert.

### Bildung
Die North Haven Community School bietet Schulklassen von Kindergarten bis zum 12. Schuljahr auf der Insel North Haven an.

## Persönlichkeiten

### Söhne und Töchter der Stadt
- Harold Henry Beverage (1893–1993), Elektrotechniker

### Persönlichkeiten, die vor Ort gewirkt haben
- Jonathan Bush (1931–2021), Unternehmer
- Louis A. Frothingham (1871–1928), Politiker
- Lewis Edward Herzog (1868–1943), Landschaftsmaler der Düsseldorfer Schule
- Chellie Pingree (* 1955), Politikerin